# Roswitha Völz
Roswitha Völz, auch Roswitha Karwath-Völz, (* Dezember 1934 in Breslau, Niederschlesien als Roswitha Karwath) ist eine deutsche Schauspielerin, Balletttänzerin und Synchronsprecherin.

## Leben und Karriere
Roswitha Karwath wurde als eines von sechs Kindern, vermutlich in der damaligen Frauen-Klinik der Schlesischen Friedrich-Wilhelms-Universität Breslau geboren. Ihre Zwillingsschwester war die später in die Vereinigten Staaten emigrierte Fotografin Johanna Karwath (†).
Nach dem Zweiten Weltkrieg wohnte die Familie in Berlin-Wilmersdorf, wo Roswitha Karwath Anfang der fünfziger Jahre ihre Mutter finanziell unterstützte, indem sie Komparsenrollen an der Deutschen Oper annahm und zeitweilig auch im Kabarettlokal Die Hexenküche der bekannten Tänzerin Valeska Gert kellnerte.
Karwath begann schließlich eine klassische Ballettausbildung bei der russischen Balletttänzerin Tatjana Gsovsky, die sie erfolgreich abschloss. Eine ihrer Mitschülerinnen war hierbei Brigitte Werner, die spätere zweite Ehefrau des Autors Curth Flatow. Als Tänzerin ging sie unter anderem mit dem Circus Knie international auf Tournee. Während der Show führte sie einen Tanz auf einem Flusspferd auf. Während einem der Auftritte lernte sie den Schauspieler Wolfgang Völz kennen. Die beiden heirateten 1955 und bezogen eine Wohnung in Wilmersdorf. Aus der gemeinsamen Ehe gingen die Kinder Rebecca (* 1957) und Benjamin (* 1960) hervor, die als Schauspieler und Synchronsprecher bekannt wurden.
Als Tänzerin war Völz unter anderem an der Seite von Peter Alexander, Marika Rökk und Caterina Valente zu sehen und trat national (u. a. im Kabarett Die Stachelschweine) und international, darunter im Lido in Paris, auf. Nach der Familiengründung war Roswitha Völz nur noch sporadisch als Darstellerin und Tänzerin aktiv. In dem Fernsehfilm Juchten und Lavendel von 1958 spielte sie ein Modell und 1988 war sie eine der Tänzerinnen um Evelyn Hamann und Walter Hoor in Loriots Ödipussi („Meine Schwester heißt Poly-Ester“). Größere Bekanntheit erlangte Roswitha Völz 1966 durch einen Auftritt in der deutschen Science-Fiction-Serie Raumpatrouille – Die phantastischen Abenteuer des Raumschiffes Orion, bei dem sie mit anderen Tänzerinnen den futuristischen Tanz Galyxo zu Musik von Peter Thomas zeigte. Diesen Tanz durfte sie auch Jahre später immer wieder aufführen, zum Beispiel zum 40. Jubiläum der Serie 2006 im Kino Arsenal in Berlin.
In den 1980er Jahren nahm sie mit ihrer Schwester Johanna die Fotoserie Dance! auf. In den 1990er Jahren arbeitete Roswitha Völz sporadisch als Synchronsprecherin. Sie war unter anderem in Nebenrollen in der Zeichentrickserie The Real Ghostbusters zu hören. 2017 hatte Roswitha Völz, neben ihrem Ehemann, eine Sprechrolle als Schwester Beatrice im Die drei ???-Hörspiel Insel des Vergessens. Aufgrund des Gesundheitszustandes ihres Mannes, wurden die Aufnahmen für das Hörspiel in der Wohnung der Eheleute in Berlin-Wilmersdorf gemacht.

## Bibliographie
- Roswitha Karwath-Völz (Hg.): Meine einzige Herzensschnucke. Kosenamen für Verliebte, Freunde und Verwandte. Mit Spaß gesammelt, Wien/München, Meyster, 1980, ISBN 9783705710139.